# Uranophora bipunctata
Uranophora bipunctata là một loài bướm đêm thuộc phân họ Arctiinae, họ Erebidae.